# Винерт
Винерт (њем. Winnert) општина је у њемачкој савезној држави Шлезвиг-Холштајн. Једно је од 132 општинска средишта округа Нордфризланд. Према процјени из 2010. у општини је живјело 765 становника. Посједује регионалну шифру (AGS) 1054156.

## Географски и демографски подаци
Винерт се налази у савезној држави Шлезвиг-Холштајн у округу Нордфризланд. Општина се налази на надморској висини од 18 метара. Површина општине износи 18,9 km². У самом мјесту је, према процјени из 2010. године, живјело 765 становника. Просјечна густина становништва износи 41 становника/km².